# Eschweilera pedicellata
Eschweilera pedicellata ist ein Baum in der Familie der Topffruchtbaumgewächse aus dem nördlichen Brasilien, den Guyanas bis Venezuela und Kolumbien.

## Beschreibung
Eschweilera pedicellata wächst als kleinerer Baum bis etwa 20–30 Meter hoch. Der Stammdurchmesser erreicht gut 50 oder mehr Zentimeter. Es können unten am Stamm Riffelungen oder kleinere Brettwurzeln vorkommen. Die dünne Borke ist relativ glatt und rot- bis kastanienbraun mit längstreifig angeordneten Lentizellen.
Die einfachen, kurz gestielten und wechselständigen, papierigen Laubblätter sind eiförmig bis elliptisch oder verkehrt-eiförmig. Sie sind kahl, ganzrandig und zugespitzt sowie 9–26 Zentimeter lang und 4,5–9,5 Zentimeter breit. Der kurze Blattstiel ist bis etwa 0,5–1 Zentimeter lang.
Es werden achselständige und traubige, leicht fein behaarte Blütenstände an den Zweigenden gebildet. Die großen, zwittrigen Blüten sind sechszählig und gestielt. Der oft rötliche und fein behaarte, etwa 1,5–3 Zentimeter lange Blütenstiel sitzt an einem „Gelenk“. Der oft rötliche Kelch ist sechszipflig, die bis 1 Zentimeter langen Zipfel sind eiförmig und etwas bootförmig. Die 2,5–5 Zentimeter langen Petalen sind weiß bis rötlich, rosa oder selten gelb und verkehrt-eiförmig.
Der zweikammerige Fruchtknoten mit kurzem Griffel ist halboberständig. Er ist von vielen (250–300) fertilen Staubblättern umringt, die darüber gelegte Staubblatthaube mit den Staminodien und dem Nektar innen, mit dreifach Einrollung, ist außen meist weiß bis rosa und innen gelblich. Die Blüten öffnen sich Nachts und immer nur eine oder zwei Blüten pro Blütenstand am Tag.
Die holzigen, mehr oder weniger kegel- und topfförmigen Kapselfrüchte (Pyxidium), mit kleinen und verholzten, dreieckigen Kelchresten in der Mitte, sind bis etwa 4–5 Zentimeter groß. Der bespitzte Deckel (Operculum) ist bucklig. Die hellbraunen bis schwärzlichen, glatten Samen mit seitlichem, weißem Arillus sind etwa 25 Millimeter groß.

## Taxonomie
Die Erstbeschreibung des Basionyms Lecythis pedicellata erfolgte 1792 durch Louis Claude Marie Richard in Actes Soc. Hist. Nat. Paris 1: 111. Die Umteilung in die Gattung Eschweilera zu Eschweilera pedicellata erfolgte 1987 durch Scott Alan Mori in Mem. New York Bot. Gard. 44: 34. Es sind sehr viele Synonyme gekannt, ein gängiges ist Eschweilera longipes (Poit.) Miers.

## Verwendung
Das sehr beständige, sehr harte und sehr schwere Holz ist bekannt als Black Kakaralli oder Manbarklak.